# Московское шоссе (Ульяновск)
Московское шоссе — главная улица в Засвияжском районе города Ульяновска. Она пролегает с северо-востока на юго-запад, от автомобильно-трамвайного моста через реку Свиягу до кольца на пересечении автомобильных дорог А151 Ульяновск — Цивильск, Р178 Саранск — Сурское — Ульяновск и Ульяновск-Сызрань.
На всём протяжении шоссе расположена крупная промзона. Вторая по протяжённости улица города после Димитровградского шоссе.

## История
В середине XVII века территория нынешнего шоссе относилась к Свияжской слободе (позднее Конно-Подгородная слобода), основанной казаками из Свияжска, где была построена Симбирская засечная черта. Со временем, вдоль черты, был проложен Московский почтовый тракт.
В 1931 году, от Московского тракта до реки Свияга, расположился аэродром Ульяновской военной авиационной школы пилотов.
В 1941 году в Ульяновск был эвакуирован из Москвы Автозавод имени Сталина. С этого времени началось формирование Московского шоссе, как улицы и всего Засвияжского района, как части города Ульяновска. В первую очередь для нужд завода (ныне УАЗ) здесь были построены УТЭЦ-1 (введена в строй 1 января 1947 года) и завод УЗТС (1956). Строительство новых промышленных предприятий на шоссе продолжалось весь советский период.
В 1955 году был построен мост через Свиягу и по улице прошла первая линия трамвая, шедшая до Автозавода. В 1963 году линия была продлена до УЗТС (пересечение с улицей Станкостроителей), в 1994 году — до вещевого рынка. В 1967 году было открыто Засвияжское трамвайное депо (см. Ульяновский трамвай).
В 2022 году началась реконструкция старого моста через Свиягу.

## Примыкают улицы
- Улица Пушкарёва
- Улица Аблукова
- Улица Октябрьская
- Улица Терешковой
- Проспект 50-летия ВЛКСМ
- Западный бульвар
- Улица Автозаводская
- Улица Лихачёва
- Дорога в посёлок Сельдь (объездная дорога в Засвияжский район))
- Улица Станкостроителей
- Улица Промышленная
- Олимпийский проспект

## Примечательные здания
- Главная проходная завода УАЗ
- Бизнес-центр «УАЗ».
- Музей истории и трудовой славы завода «УАЗ».
- Церковь Св. Григория Просветителя (Армянская церковь).
- ТРЦ «Аквамолл»

## Памятники
- Памятник рабочему
- Автомобиль УАЗ-469 на постаменте (около автозавода)
- Самолёт Як-52 на постаменте
- Трамвай Tatra T3 (около Засвияжского трамвайного депо)
- Стела «Ульяновск-Симбирск» (на кольце)
- Памятник В. И. Ленину.

Памятник Ленину (Московское ш., Ульяновск).
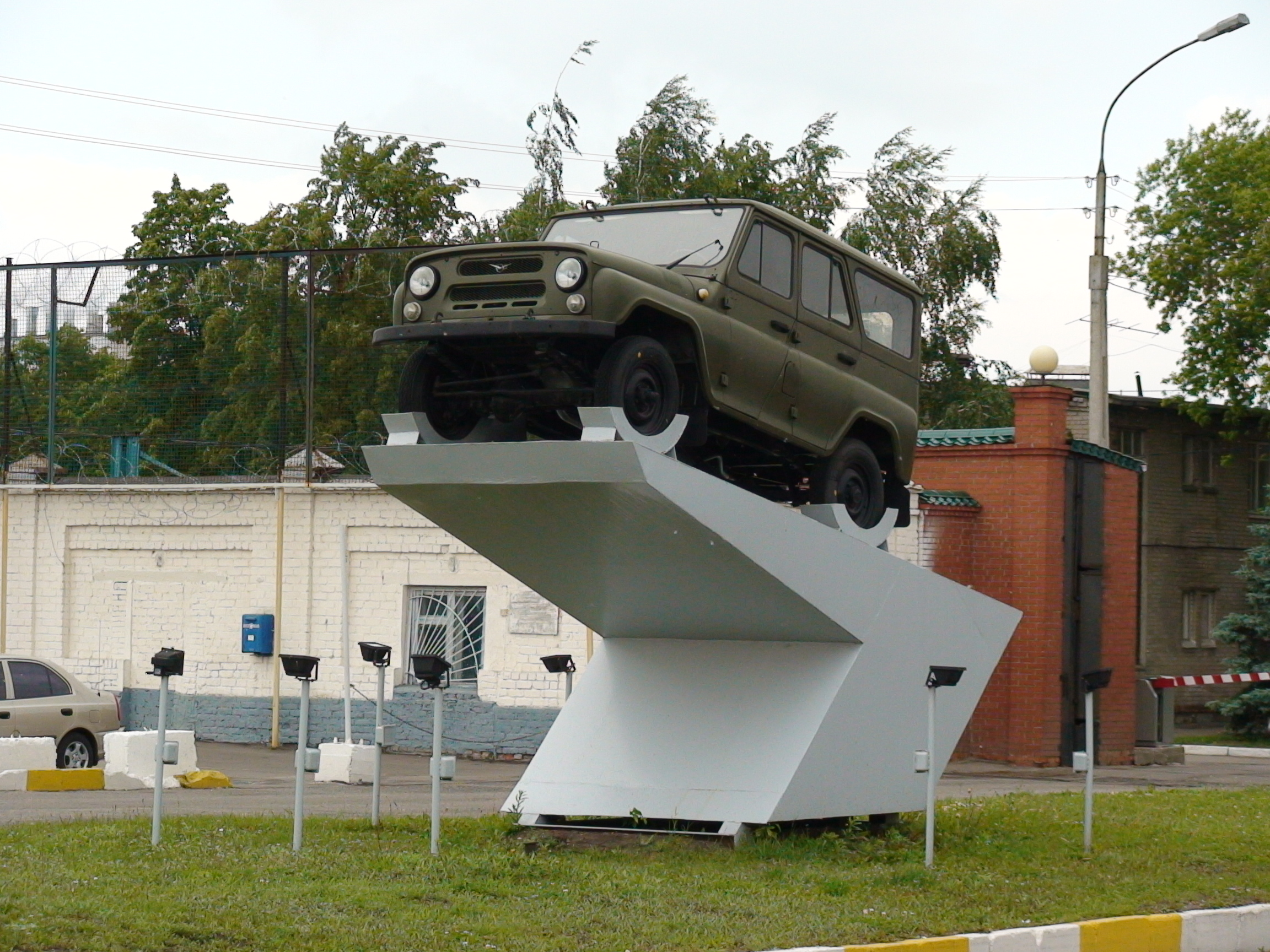
Памятник автомобилю УАЗ-469.
Памятник лётчикам-героям УВАШП (самолёт Як-52).

## Транспорт

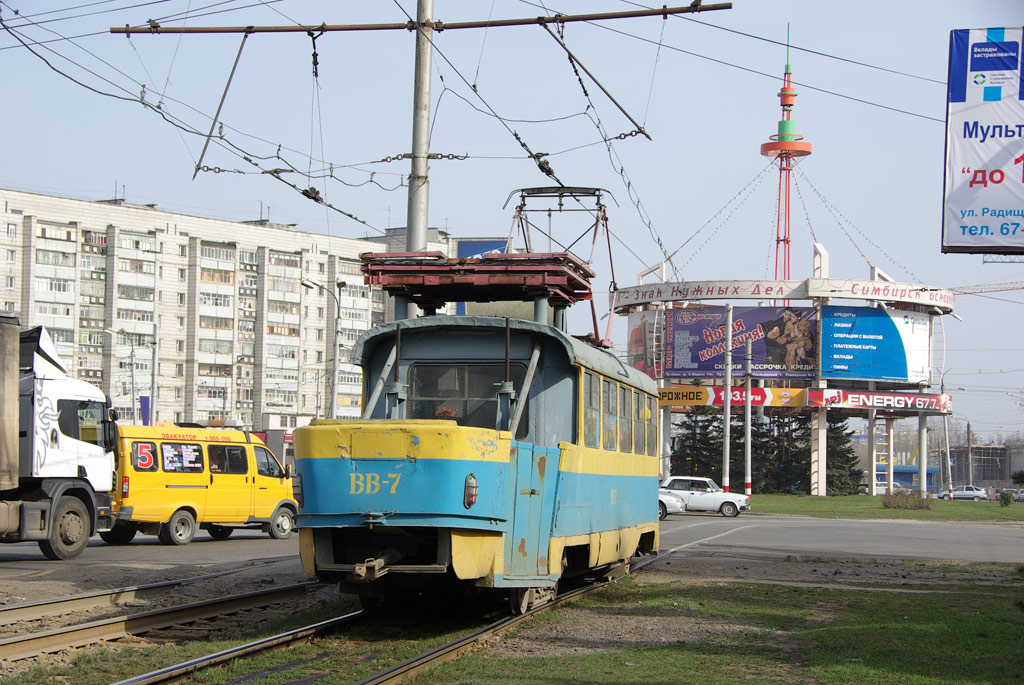
Служебный трамвай на въезде на трамвайное кольцо Московского шоссе, улицы Пушкарёва и улицы Октябрьской
Трамвай 71-619 на подходе к мосту через реку Свиягу

Через улицу проходят трамваи (маршруты 22к, 22, 5, 6 и 19), автобусы (маршруты 2
1, 10, 20, 31, 46, 59, 89с, 66, см. Ульяновский автобус) и маршрутные такси (26 маршрутов). На улице расположено Засвияжское трамвайное депо. На середине шоссе расположено пересечение с железной дорогой Волгоград — Сызрань — Казань с путепроводом. На пересечении с улицей Пушкарёва и Октябрьской улицей расположено автомобильно-трамвайное кольцо, крупный транспортный узел.

## Предприятия
- Ульяновский механический завод (УМЗ, не путать с Ульяновским моторным заводом).
- УАЗ.
- Ульяновскхлебпром
- Ульяновскмолпром
- ООО «УАБЗ» (асфальтобетонный завод, основан в 1956 году).
- ВолгаУралТранс (железнодорожные перевозки).
- ООО «ДСК» (строительная компания).
- ОАО «ЖБИ-1».
- ООО «Ульяновский приборо-ремонтный завод» (основан в 1924 году).
- СМУ КПД-2
- ООО «ЖБИ-3»
- ООО «Ульяновский завод теплоизоляционных изделий»
- Группа строительных компаний «КПД-1»
- ОАО «Ульяновский механический завод № 2» (производство автокранов и кранов на гусеничном ходу).

## Торговля
На юго-западе расположен Засвияжский вещевой рынок, на северо-востоке (около автомобильно-трамвайного кольца) — один из крупнейших торговых центров в Ульяновске «Пушкарёвское кольцо».

## Галерея

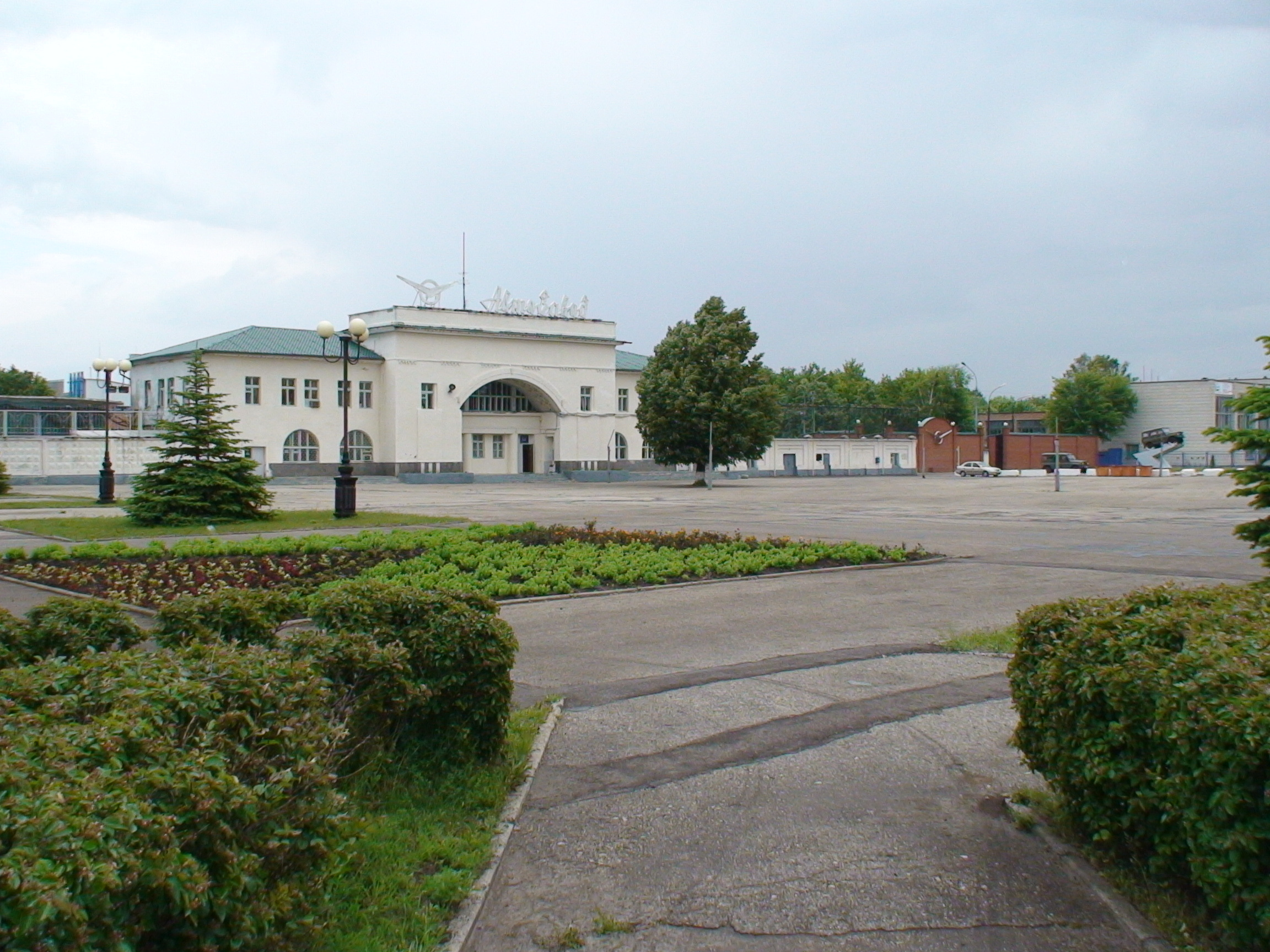
Главная проходная завода УАЗ
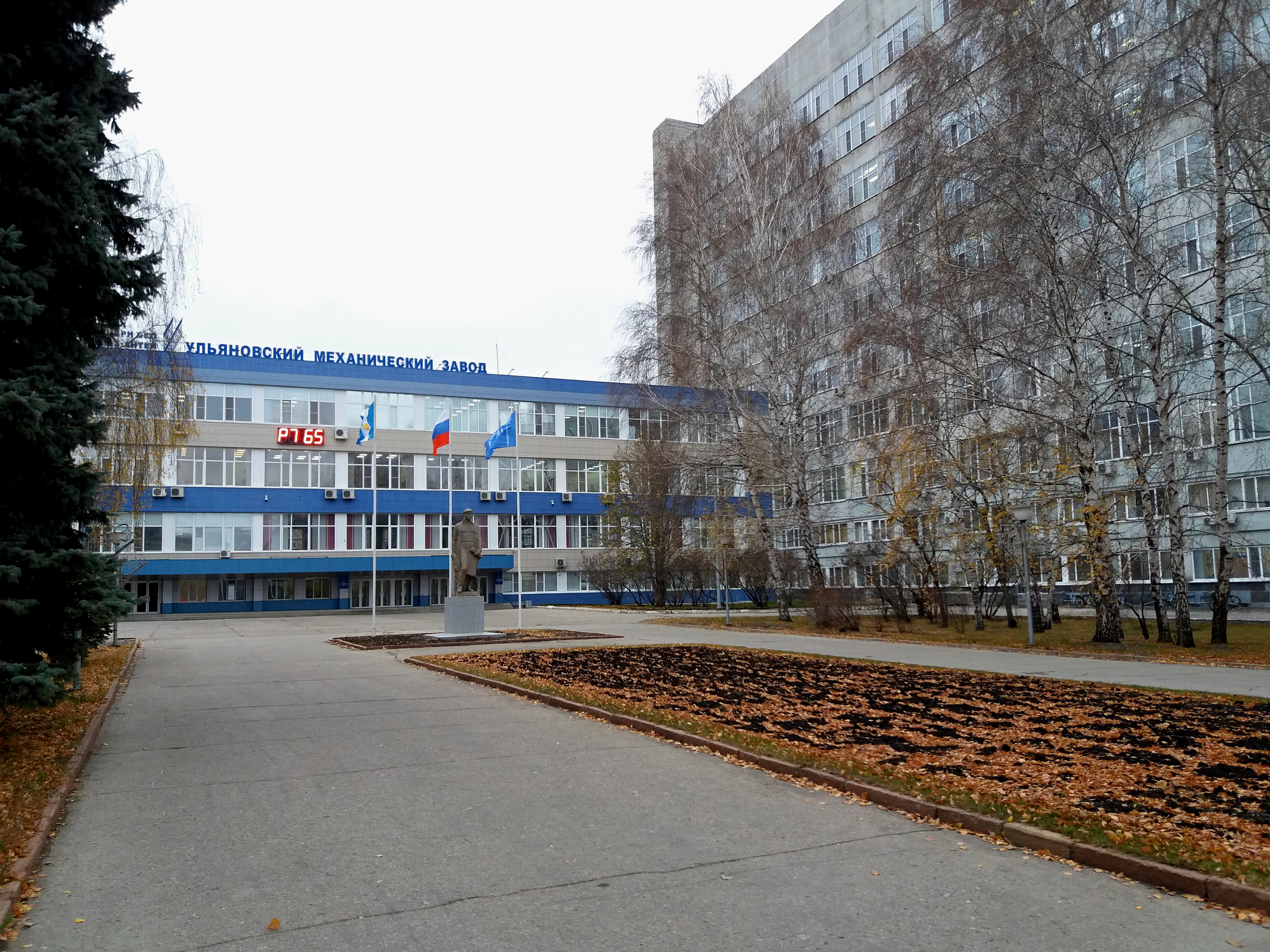
Ульяновский механический завод.
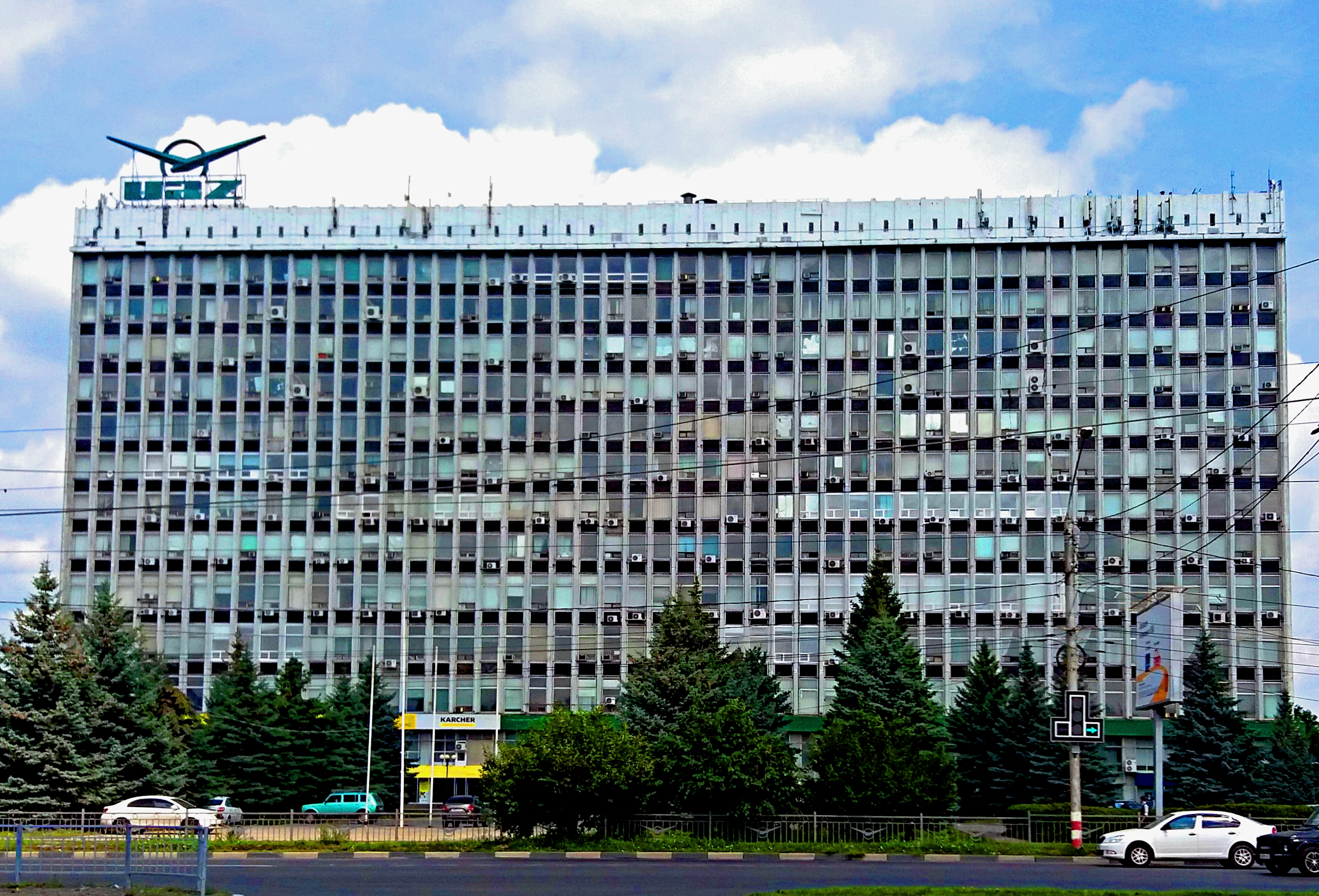
Здание управления завода УАЗ.
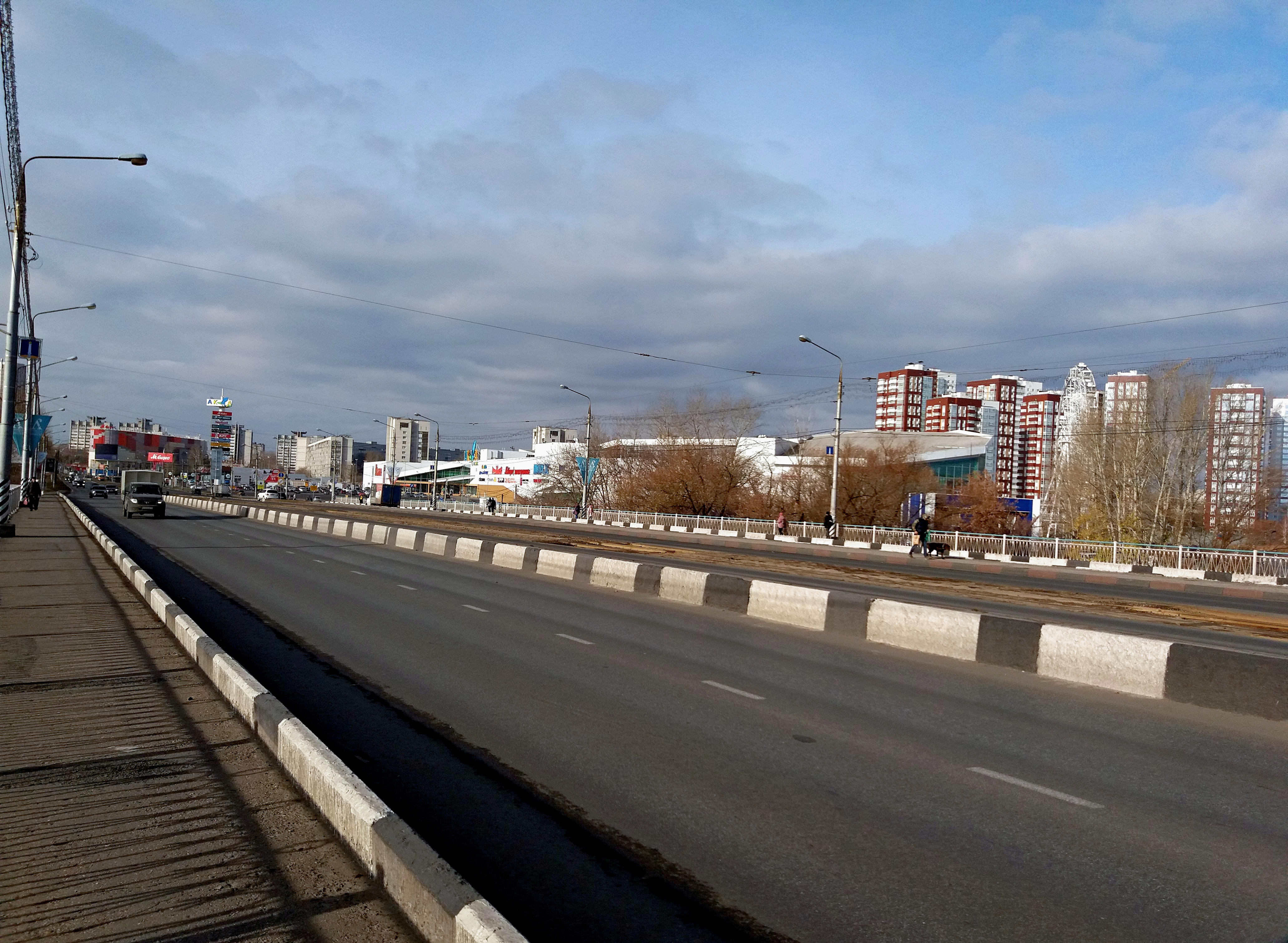
Московское шоссе (вид с Засвияжского моста).
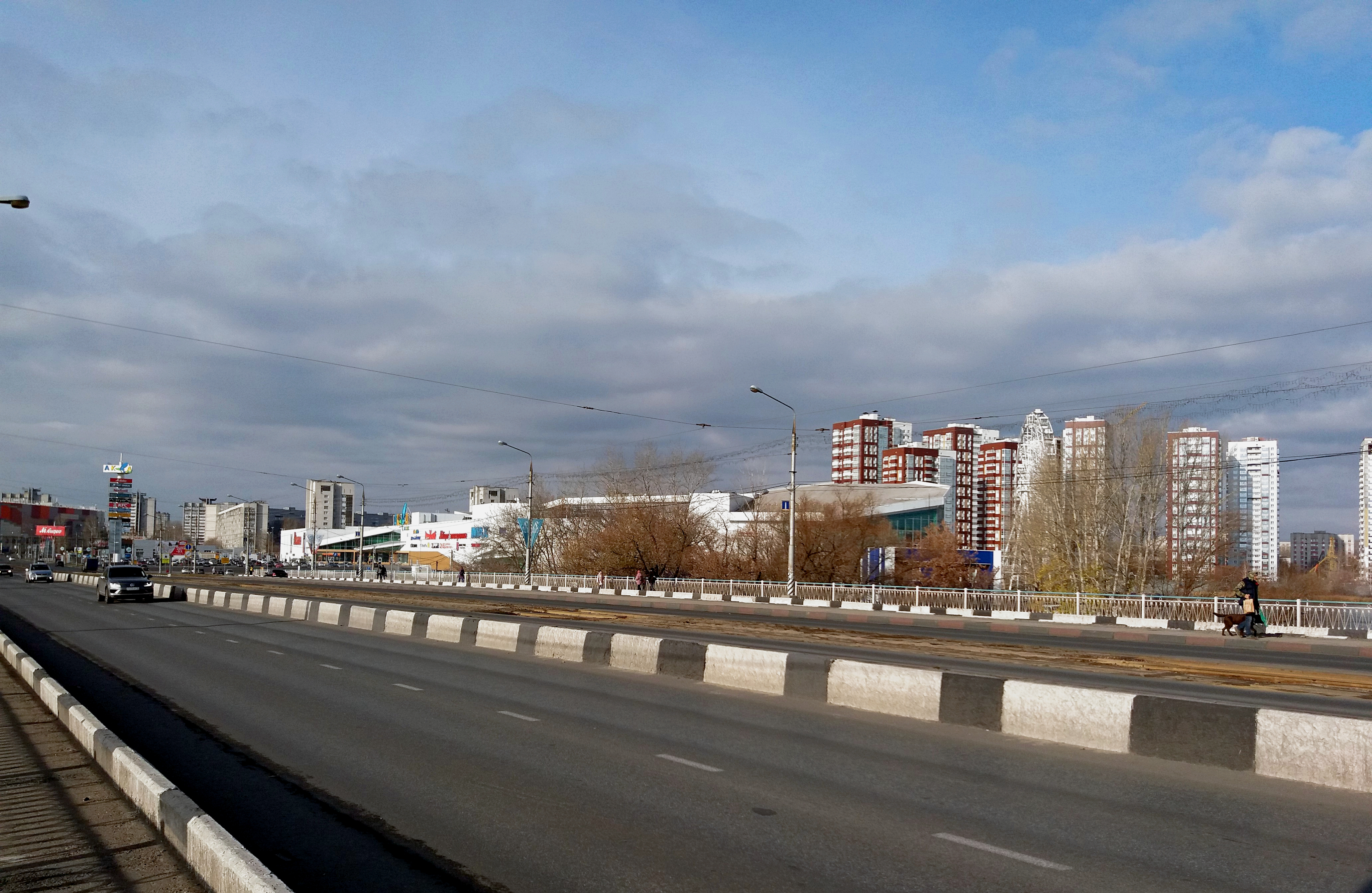
Московское шоссе (вид с Засвияжского моста).
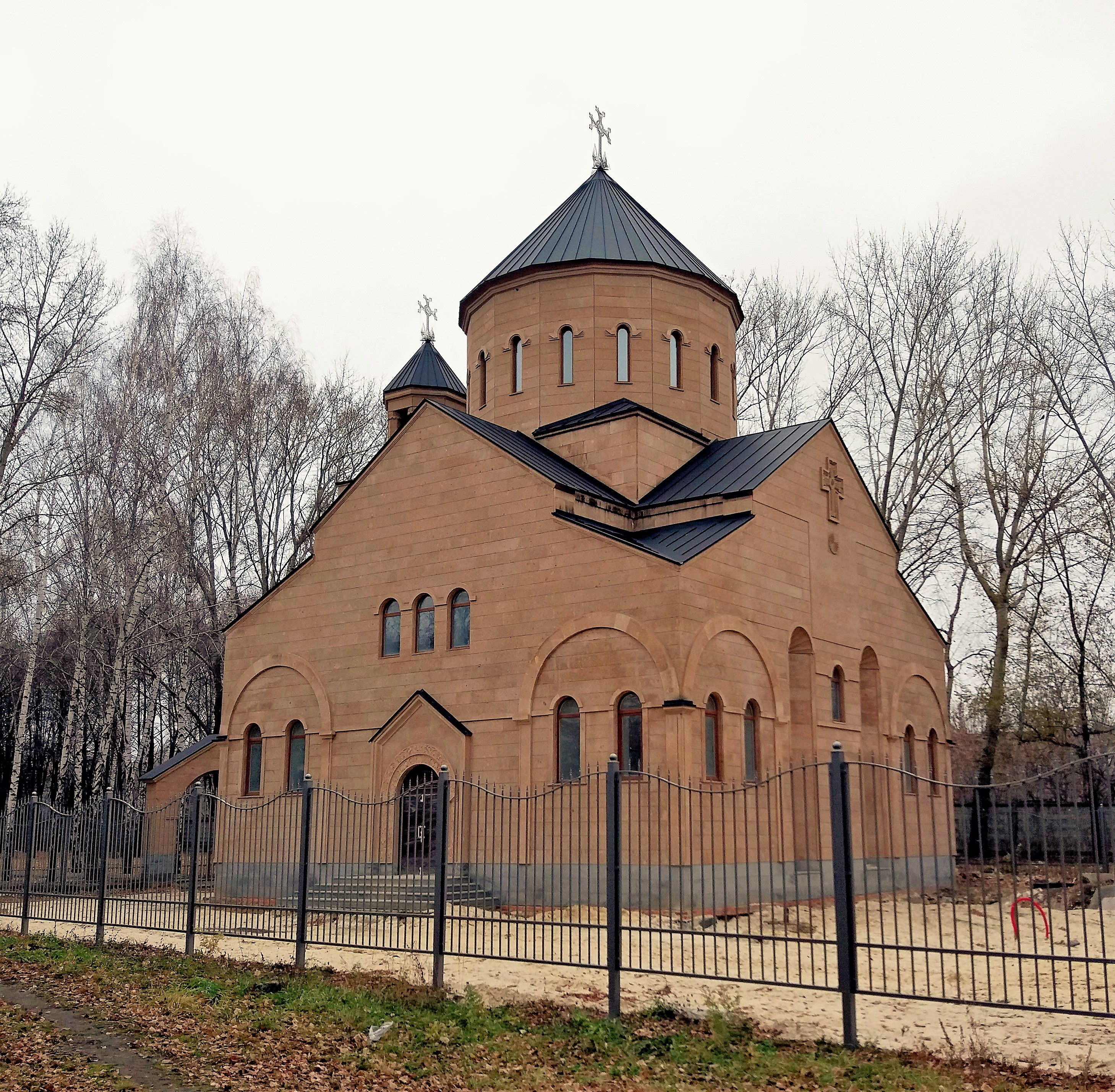
Церковь Св. Григория Просветителя.
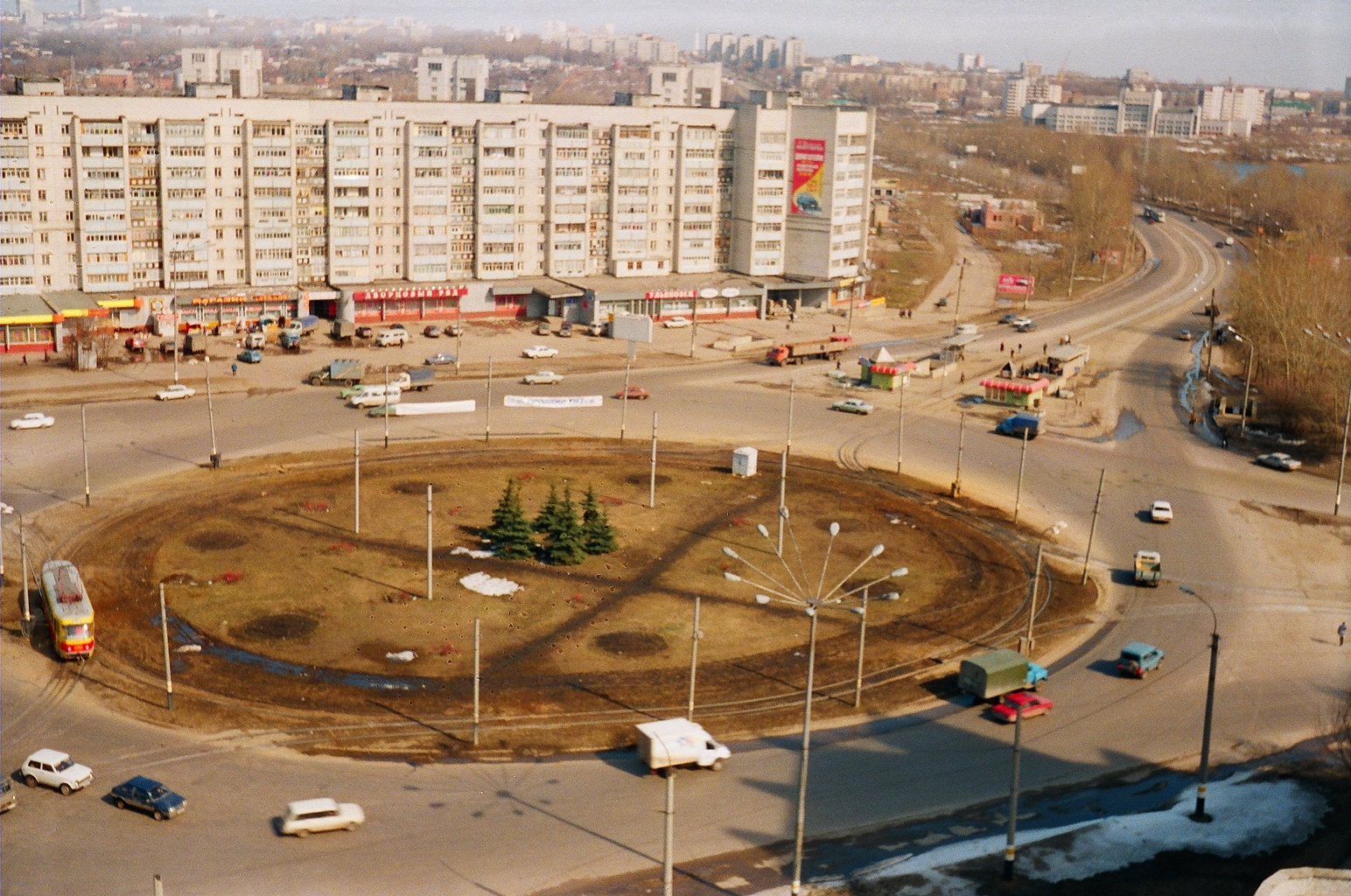
Пушкарёвское кольцо на Московском шоссе.
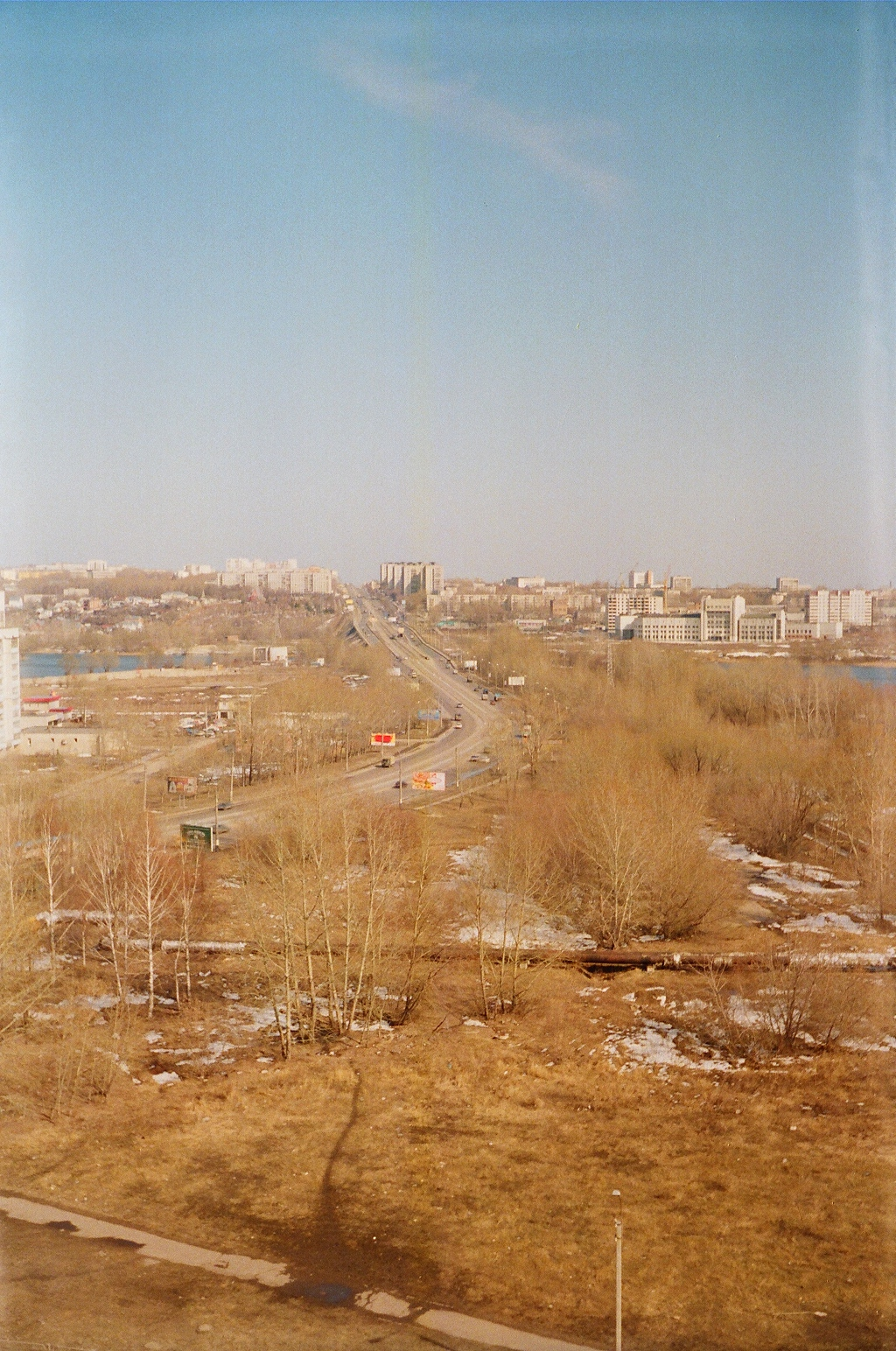
Московское шоссе (2012).
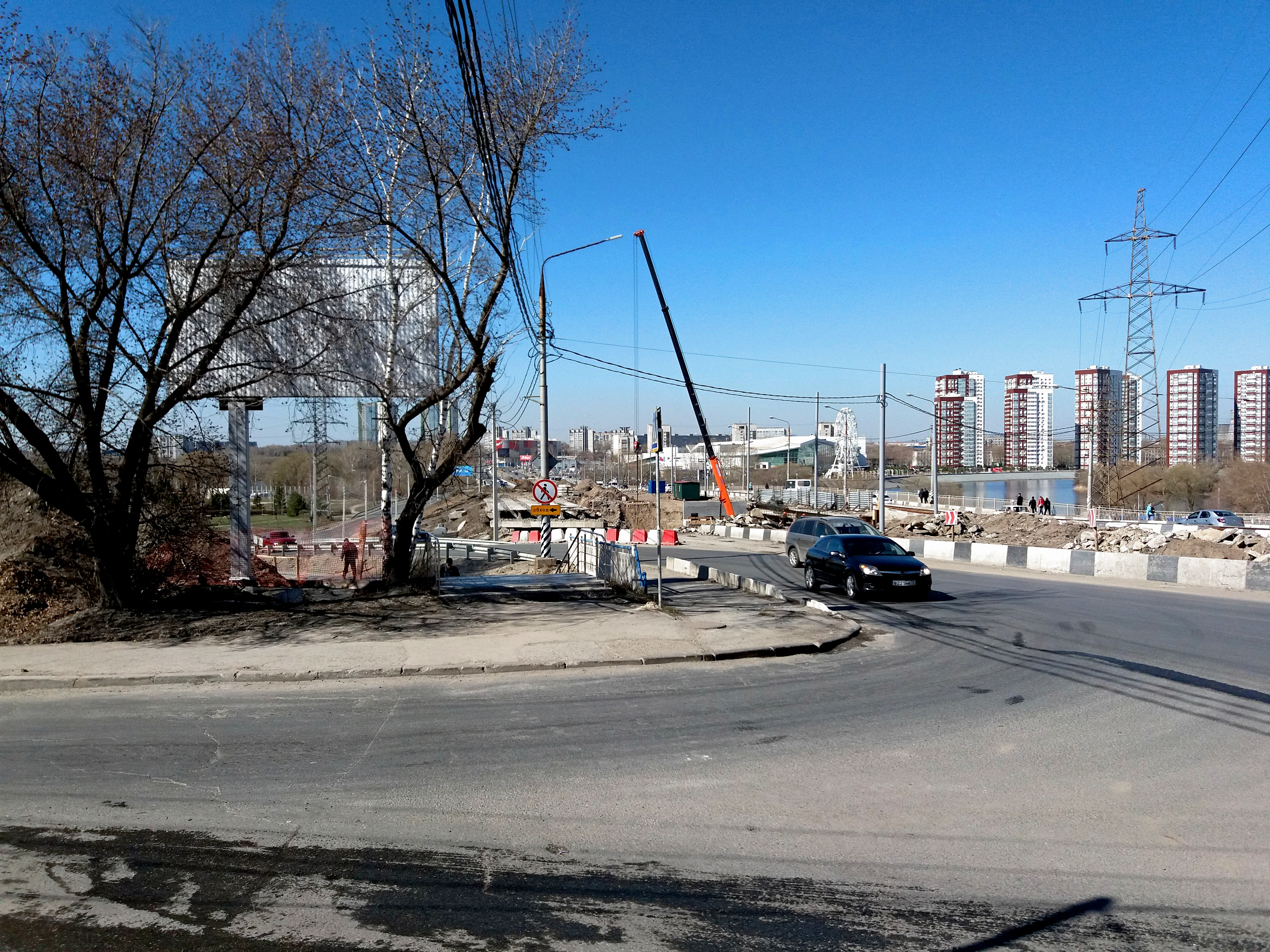
Реконструкция старого моста через Свиягу (2023).